# Лапштих, Август
А́вгуст Ла́пштих, известен также как Густа Лапск, немецкий вариант — Август Лапштих (в.-луж. Awgust Lapštich, Gusta Lapsk; нем. August Lapstich; 1 марта 1883 года, деревня Букойна (Buchwalde), Лужица, Королевство Саксония — 31 октября 1962 года, деревня Строжа (Wartha), Лужица, ГДР) — лужицкий народный поэт и фольклорист. Один из основателей серболужицкой организации «Домовина».
Родился в 1883 году в крестьянской семье в серболужицкой деревне Букойна. Окончил начальную школу в деревне Зджар. После Первой мировой войны был старостой в родной деревне. С 1926 года проживал в деревне Строжа.
Принимал активное участие в общественной деятельности лужицкого народа. В 1912 году был одним из учредителей серболужицкой общественной организации «Домовина». Публиковал свои произведения и свадебные гимны в газете «Serbske Nowiny». Во время нацистского режима был доверительным лицом «Домовины». В 1945 году был назначен советской военной комендатурой старостой деревни Строжа.
Хорошо знал серболужицкие народные свадебные церемонии и был известным распорядителем свадеб. В связи с индустриализацией серболужицких деревень вносил нововведения в проведение свадебных обычаев, что приводило к конфликту с другими знатоками народного фольклора, в частности известен его конфликт с Юрием Мухой.